# Falery

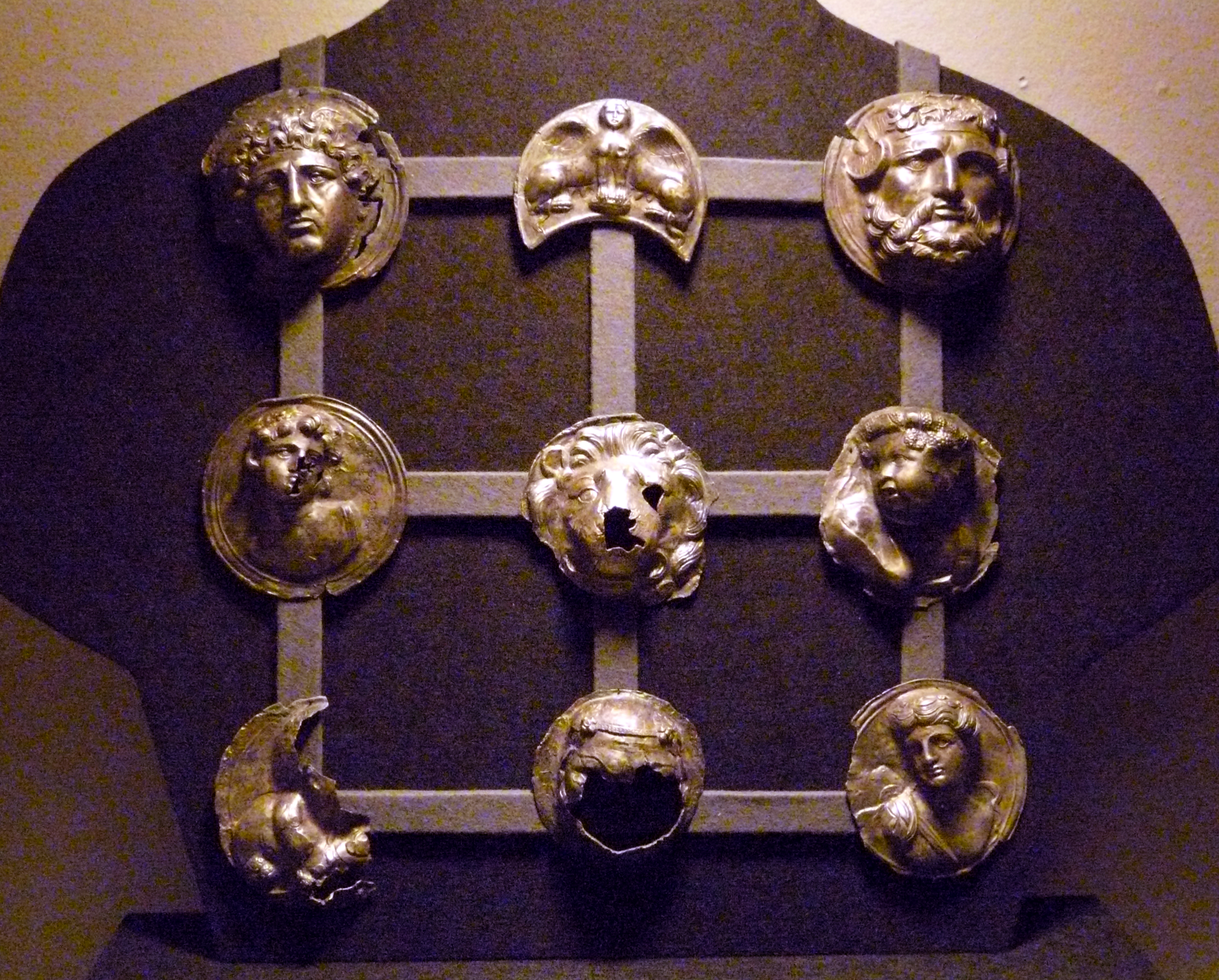
Komplet faler odnalezionych (1857) koło zamku Lauersfort (kopia z centrum muzealnego Burg Linn w Krefeld)

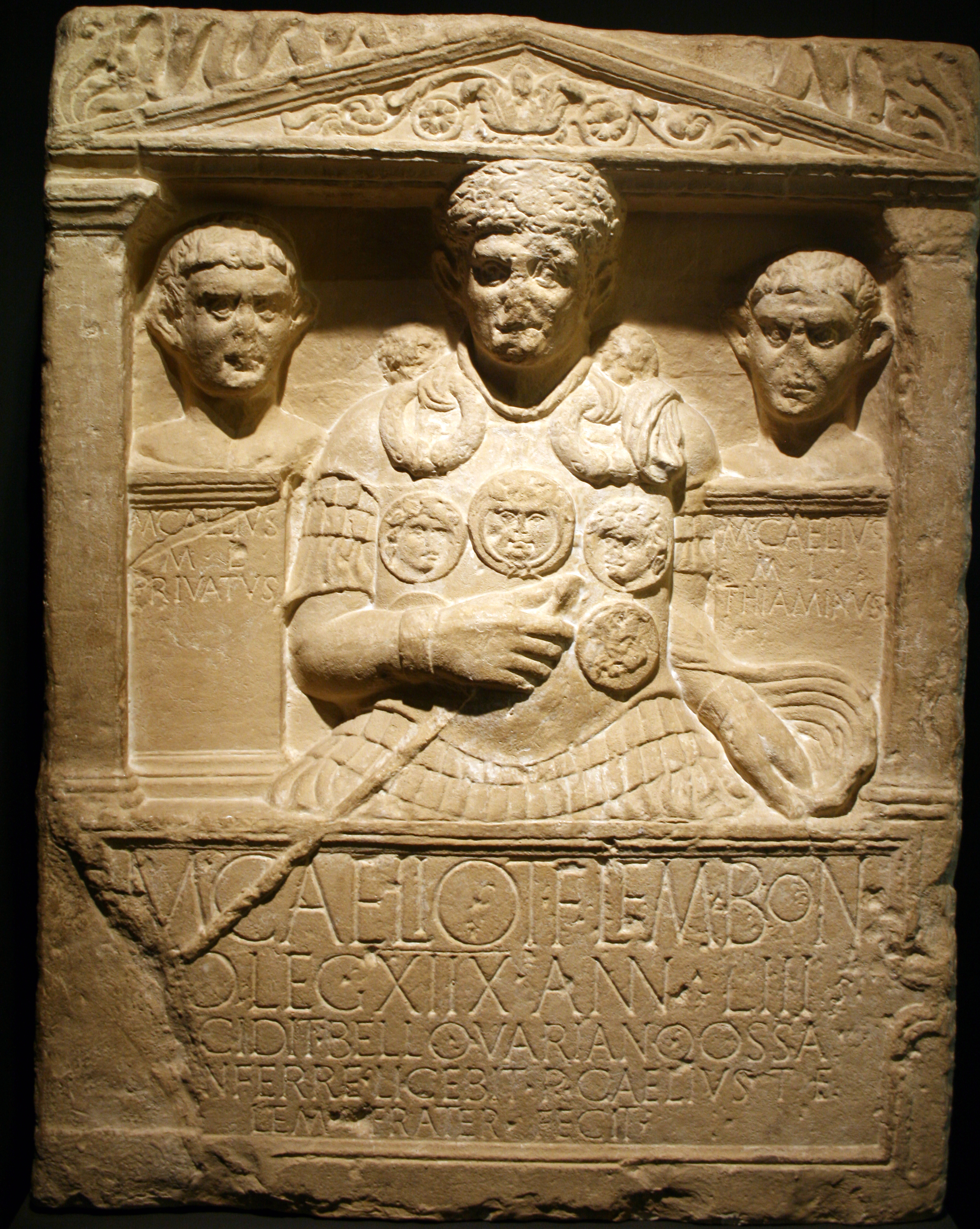
Nagrobek centuriona Marcusa Caeliusa ukazanego z otrzymanymi falerami (pocz. I wieku n.e.)

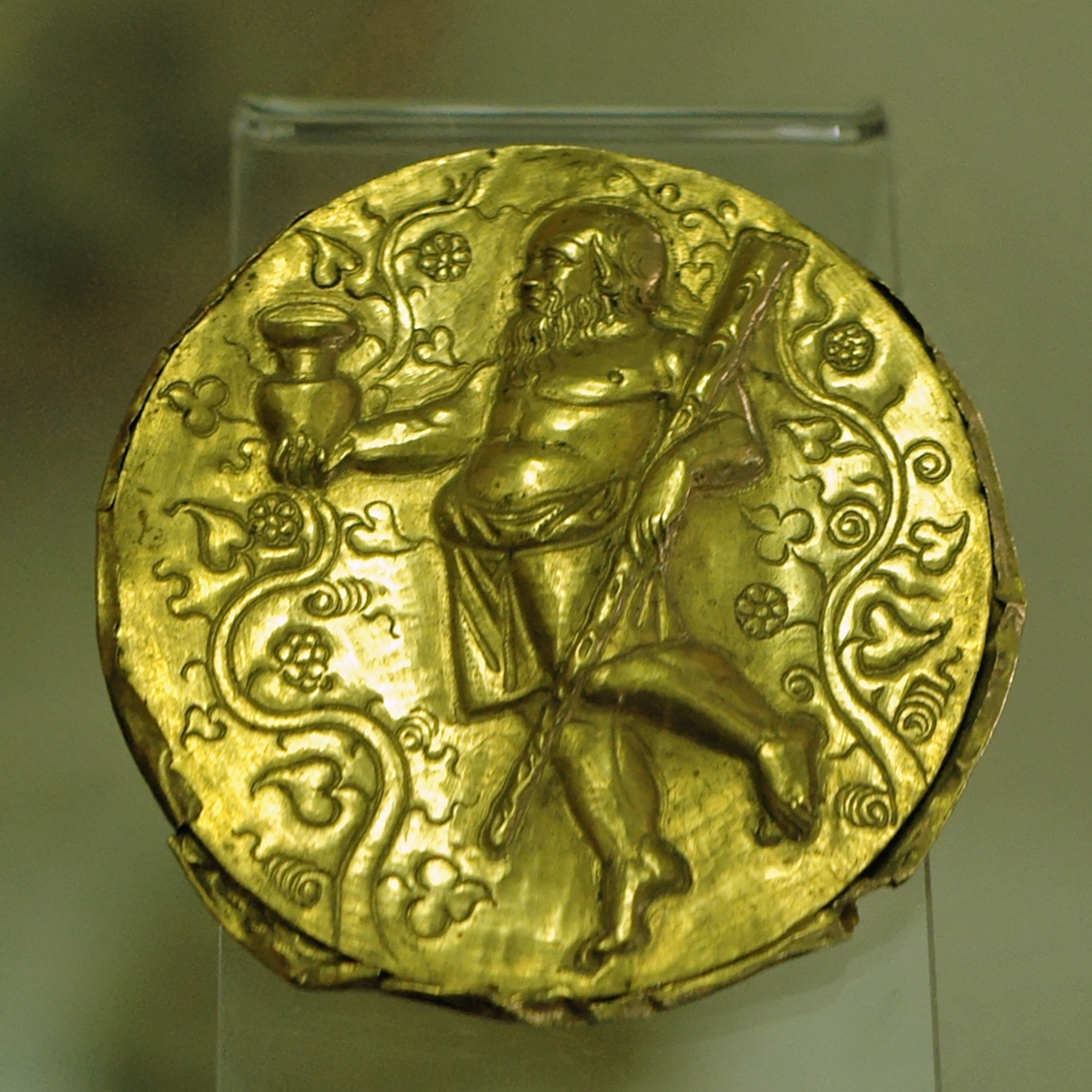
Falera – ozdoba uprzęży końskiej

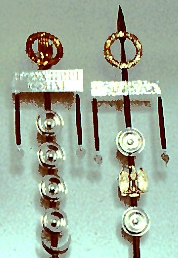
Insygnia kohorty odznaczone falerami (dzisiejsze repliki)

Falery (łac. phǎlěrae z gr. τὰ φάλαρα) – metalowe krążki lub płytki z dekoracją reliefową, przyznawane w nagrodę żołnierzom wojsk rzymskich i noszone jako odznaczenie bądź militarna ozdoba; odpowiednik dzisiejszych medali wojskowych.
Z tekstu Homera wynika, że ówczesne phálara stosowano tylko jako dodatkową ochronę i dekorację skórzanych hełmów achajskich wojowników. Wzmianka Swetoniusza wskazuje, iż w jego czasach noszenie ich było cechą innych ludów (Żywoty cezarów, Nero 30,3), a Florus twierdzi, że zwyczaj ten Rzymianie mieli przejąć od Etrusków (Zarys dziejów rzymskich I 5,6). Ozdoby, które wprowadził król Tarkwiniusz Stary jako przysługujące początkowo arystokracji, wkrótce rozpowszechniły się w wojsku, gdzie prawo do dekorowania nimi piersi przyznawano żołnierzom odznaczającym się w boju męstwem i odwagą. U Rzymian zamieniły się w stały rodzaj niższego odznaczenia za męstwo (dona militaria minora), przyznawanego konkretnym żołnierzom lub całym jednostkom (pieszym kohortom i konnym alae). Odznaczony nimi określany był jako phaleratus. Indywidualnie przysługiwały one zasadniczo jeźdźcom, co potwierdza też Polibiusz (Dzieje VI 39,3), podczas gdy piesi żołnierze częściej nagradzani byli honorową włócznią bez grotu (hasta pura) lub czarą (phiale); ponadto przyznawano im bransolety (armillae), naszyjniki (torques) i łańcuszki (catellae).
Do naszych czasów zachowały się liczne przedstawienia ikonograficzne starożytnych faler, jednak oryginalne ozdoby znajdowane są niezwykle rzadko. Do wyjątkowych należy odnaleziony w okolicy zamku Lauersfort komplet faler należący do Titusa Flaviusa Festusa, sygnowany przez Medamusa i umieszczony w zbiorach berlińskiego Antikensammlung. Na reliefach ukazywane zazwyczaj w liczbie nieparzystej (w trzech rzędach do 9 sztuk), przedstawiają podobizny bogów lub wizerunki władcy. Noszono je na piersiach, na zbroi albo na  wierzchniej odzieży, przytwierdzane do specjalnych rzemieni tworzących napierśne „szelki”. Mogły być także mocowane jako ozdoba do końskiej uprzęży (najczęściej ogłowia lub napierśnika), o czym wspomina już Liwiusz (Dzieje Rzymu od założenia miasta XXXII, 52), a co było oczywistą adaptacją północnoitalskich wzorów celtyckich. W późniejszym czasie noszono je także na szyi, także wśród innych metalowych ozdób, jak dzwonków czy lunuli (półksiężycowatych zawieszek).
Poza falerami rzymskimi znaleziska archeologiczne i ikonograficzne potwierdzają występowanie ozdób tego rodzaju także w prehistorycznej Brytanii. Archeologiczne świadectwa używania ich przez Celtów stanowią zarówno srebrne falery italskich Cenomanów (I wiek p.n.e.) odnalezione w Manerbio, jak i wyobrażenia koni dekorowanych falerami na kotle z Gundestrup z II w. p.n.e..
Znane są także wśród Ugrów, Sarmatów, a także wśród Persów za panowania dynastii sasanidzkiej.

## Literatura tematu
- Valerie A. Maxfield: The military decorations of the Roman army. Berkeley: University of California Press, 1981, ISBN 978-0-520-04499-9, OCLC 7464710
- A. Appels, S. Laycock: Roman buckles and military fittings. Witham: Greenlight Publishing, 2007, ISBN 1-897738-29-3
- Paul Steiner: Die dona militaria. „Bonner Jahrbücher”, 114-115 (1906), s. 1-98